# Unterseeboot 464
Le Unterseeboot 464 (U-464) est un U-Boot type XIV utilisé par la Kriegsmarine pendant la Seconde Guerre mondiale.

## Type
Comme tous les sous-marins de type XIV, l'U-464 est un ravitailleur de sous-marins. C'est une « vache-à-lait » (Milchkuh) de la Ubootwaffe (force sous-marine) : de grands sous-marins capables de ravitailler en combustible diesel, en torpilles, en pièces détachées, en vivres (25 t). Ils embarquent du personnel médical ainsi que des spécialistes (mécaniciens de torpille, radios ou mécaniciens généralistes).

## Historique
L'U-464 est perdu au cours de son transfert vers sa nouvelle affectation : la 10. Unterseebootsflottille. Il n'a pas connu d'opération de combat. Il commence son transfert de Kiel à Bergen, où il arrive le 9 août 1942 ; puis il quitte Bergen le 14 août 1942 pour sa destination finale : la base sous-marine de Lorient.
Il est attaqué le 20 août 1942 par des charges de profondeur lancées par un hydravion PBY Catalina américain au sud-est de l'Islande à la position géographique de 61° 25′ N, 14° 40′ O. 
Cette attaque coûta la vie à deux membres d'équipage et laisse 52 survivants.
Bien que l'avion ait lâché toutes ses charges de profondeur, il ne réussit pas à faire sombrer l'U-Boot. Ce dernier avance alors à la vitesse de huit nœuds, tout en étant incapable de plonger. Observant d'autres navires et aéronefs, réalisant que la situation était désespérée, le Kapitänleutnant Otto Harms saborde l'U-Boot près d'un chalutier islandais, le Skaftfellingur de 60 tonneaux.
La suite offre deux versions.
Les sources anglaises et islandaises avancent que les 52 sous-mariniers allemands sont récupérés par l'équipage de sept hommes du bateau de pêche. Ils sont ensuite remis à deux destroyers britanniques, le même jour.
Pour sa part, la Kriegsmarine publie une version officielle différente : l'équipage de l'U-Boot aurait arraisonné le chalutier de force et capturé son équipage. Ayant pris le cap de l'Allemagne, ils auraient été interceptés par les destroyers et fait prisonniers."
En juillet 1999, la marine allemande remercie officiellement les marins islandais qui ont sauvé les hommes de l'U-Boot le 20 août 1942. L'annonce est donnée à Reykjavik, lors d'une visite de sous-marins.

## Affectations
- 4. Unterseebootsflottille du 30 avril 1942 au 1er août 1942 à Stettin en Pologne pendant sa période de formation
- 10. Unterseebootsflottille du 1er août 1942 au 20 août 1942 à la base sous-marine de Lorient en tant qu'unité combattante

## Commandement
- Kapitänleutnant Otto Harms du 30 avril 1942 au 20 août 1942

## Navires coulés
- L'Unterseeboot 464, ayant un rôle de ravitailleur de sous-marin et n'étant pas armé de torpilles, n'a ni coulé, ni endommagé de navires pendant son unique patrouille.

### Référence
1. ↑  cf. W. Frank (1965) p. 234-235
2. ↑  cf. W. Frank (1965) p. 47-48
3. ↑  « L'U-boot type XIV U-464 - uboat.net », www.uboat.net (consulté le 7 décembre 2009)